# Marián Had
Marián Had (* 16. September 1982 in Dolný Kubín) ist ein slowakischer Fußballspieler.

## Jugend
Had spielte in seiner Jugend bis 2000 für MFK Dolný Kubín. In der Saison 2000/11 spielte er in Juniorenmannschaft von MFK Ružomberok.

## Vereinskarriere
Had spielte seit 2001 drei Spielzeiten für MFK Ružomberok. Dann folgten zwei Spielzeiten beim mährischen Verein 1. FC Brno. Im Sommer 2006 wechselte Had in die russische Premjer-Liga zu der Lokomotive Moskau, von dort ist er in Saison 2007/08 zum Sporting Lissabon und in der Saison 2008/09 zum Sparta Prag ausgeliehen worden. Im Dezember 2009 wechselte er zum ŠK Slovan Bratislava, wo er schon seit Oktober im Training war. Mit Slovan wurde Had slowakischer Meister und den nationalen Pokalwettbewerb gewann er zweimal.

## Nationalmannschaft
Had spielte 14-mal in der Slowakischen Nationalmannschaft.

## Erfolge
- Fußballmeister der Slowakei: 2010/11
- Slowakischer Fußballpokalsieger: 2010, 2011